# Paraoka
paraoka（ぱらおか）は、ポピュラーミュージックの作曲家である。BMS音楽のコンポーザーとして黎明期から活躍していた。
haru*nyaがボーカルを担当する麹町養蚕館というユニットでも活動している。

## 来歴
2001年、L9を発表。
2008年、阿久女イクの楽曲をプロデュースする。ニコニコ動画において阿久女イク楽曲初の殿堂入りを達成する。
2014年、summerghostがTone Sphere(リズムゲーム)で使用される。
2015年、ストレンジ・ディーヴァを麹町養蚕館の名義でCROSS×BEATSに提供する。
2015年、L9がmaimai ORANGE PLUSとCHUNITHMに収録される。
2016年、Astra WalkthroughをDiverse System15周年の記念企画「RADIAL」にて公開する。

## ディスコグラフィー
- 2004年:「psycho - function original soundtrack 」
- 2006年:「マテリアル」
- 2007年:「マストダイ」
- 2007年:「便所飯選手権」
- 2008年:「阿久女イク調教日記」
- 2009年:「リゾルヴ」
- 2009年:「漸化極彩」
- 2010年:「バベリズム」
- 2011年:「ぜんまし」
- 2012年:「from blank」
- 2012年:「ロストエア」
- 2013年:「ハルアマパラダイス」
- 2015年:「ストレンジ・ディーヴァ」(単曲) (haru*nyaに詞と曲を提供)
- 2016年:「Astra Walkthrough」(単曲) /「 radial - diverse system 15th anniversary 」収録